# Microregione di São Lourenço
São Lourenço è una microregione del Minas Gerais in Brasile, appartenente alla mesoregione di Sul e Sudoeste de Minas.

## Comuni
È suddivisa in 16 comuni:
- Alagoa
- Baependi
- Cambuquira
- Carmo de Minas
- Caxambu
- Conceição do Rio Verde
- Itamonte
- Itanhandu
- Jesuânia
- Lambari
- Olímpio Noronha
- Passa Quatro
- Pouso Alto
- São Lourenço
- São Sebastião do Rio Verde
- Soledade de Minas